# Mimotettix hieroglyphicus
Mimotettix hieroglyphicus är en insektsart som beskrevs av William Lucas Distant 1918. Mimotettix hieroglyphicus ingår i släktet Mimotettix och familjen dvärgstritar. Inga underarter finns listade i Catalogue of Life.